# Amphoe Tamot
Amphoe Tamot (thailändisch อำเภอ ตะโหมด) ist ein  Landkreis (Amphoe – Verwaltungs-Distrikt) in der Provinz Phatthalung. Die Provinz Phatthalung liegt in der Südregion von Thailand, etwa 840 Kilometer südlich von Bangkok auf der Malaiischen Halbinsel.

## Geographie
Benachbarte Distrikte und Gebiete (von Norden im Uhrzeigersinn): die Amphoe  Kong Ra, Khao Chaison, Bang Kaeo und Pa Bon in der Provinz Phatthalung sowie Amphoe Palian der Provinz Trang.

## Geschichte
Tamot wurde am 1. August 1977 zunächst als Unterbezirk (King Amphoe) eingerichtet, indem er vom Amphoe Khao Chaison abgetrennt wurde.
Am 20. März 1986 wurde Tamot zum Amphoe heraufgestuft.

## Verwaltung

### Provinzverwaltung
Amphoe Tamotist in drei Unterbezirke (Tambon) eingeteilt, welche weiter in 33 Dorfgemeinschaften (Muban) unterteilt sind.
| Nr. | Name       | Thai    | Muban | Einw.  |
| --- | ---------- | ------- | ----- | ------ |
| 1.  | Mae Khari  | แม่ขรี    | 11    | 12.580 |
| 2.  | Tamot      | ตะโหมด  | 12    | 10.177 |
| 3.  | Khlong Yai | คลองใหญ่ | 10    | 07.601 |

### Lokalverwaltung
Es gibt fünf Kleinstädte (Thesaban Tambon) im Landkreis:
- Tamot (เทศบาลตำบลตะโหมด) besteht aus Teilen der Tambon Tamot und Khlong Yai.
- Mae Khari (เทศบาลตำบลแม่ขรี) besteht aus Teilen des Tambon Mae Khari.
- Khao Hua Chang (เทศบาลตำบลเขาหัวช้าง) besteht aus weiteren Teilen des Tambon Tamot.
- Khuan Sao Thong (เทศบาลตำบลควนเสาธง) besteht aus weiteren Teilen des Tambon Mae Khari.
- Khlong Yai (เทศบาลตำบลคลองใหญ่) besteht aus weiteren Teilen des Tambon Khlong Yai.